# Arifredo di Milano
Arifredo di Milano (Milano, ... – Roma, febbraio 742) è stato arcivescovo di Milano dal 741 al 742.

## Biografia
Sulla vita di Arifredo, le notizie sono scarne e frammentarie. Poco dopo l'elezione, decise di dotare la Basilica degli Apostoli, di un nuovo altare, in occasione del ritrovamento delle reliquie di san Matroniano eremita, vissuto all'epoca di sant'Ambrogio e forse suo collaboratore.
Alla sua morte, nel febbraio 742, fu sepolto nella basilica di San Nazaro in Brolo. Governò la diocesi in tutto circa nove mesi.